# Алкова (Вајоминг)
Алкова (енгл. Alcova) насељено је место без административног статуса у америчкој савезној држави Вајоминг.

## Демографија
По попису из 2010. године број становника је 76, што је 56 (280,0%) становника више него 2000. године.
| Група             | 2000.      | 2010.      |
| Белци             | 18 (90,0%) | 64 (84,2%) |
| Афроамериканци    | 1 (5,0%)   | 0 (0,0%)   |
| Азијати           | 1 (5,0%)   | 0 (0,0%)   |
| Хиспаноамериканци | 0 (0,0%)   | 9 (11,8%)  |
| Укупно            | 20         | 76         |